# 花籃圖
《花籃圖》是南宋畫家李嵩的作品，被譽為是宋代插花藝術描繪作品中的代表作之一。

## 簡介
中國繪畫有三大主題山水、花鳥和人物，而花卉為花鳥主題中的重要題材。魏晉南北朝時期（220~589）為花鳥畫的創始時期，唐代（618~907）開始出現於壁畫上描繪花卉的代表畫家如邊鸞、刁光胤，後世花鳥畫風格則形成於五代（907-960）時期的黃荃和徐熙，接著透過宋代（960-1279）時完備畫院制度，達到花鳥畫興盛期。
繪畫中有宋徽宗（1082-1135）於《宣和畫譜》中提出以結合詩畫來表現主題的形氣精神的概念、明王象晉於《群芳譜》中對花卉喻意抒情的想法外，還有繪畫藝術表現的層次。在此層次上，通常有「構圖」和「技法」的概念，他們將之分為「全景」、「小景」、「折枝」、「瓶插」，瓶插以瓶為名，但不限於瓶，是插花藝術表現的形式，而宋代李嵩的〈花籃圖〉就是代表作之一，透過「以籃代瓶」呈現不同形式。在「籃」的材質上，不同學者也有不同說法。台北故宮譚怡令、林莉娜認為是「藤籃」，而北京故宮聶崇正解釋其為「竹籃」，宋栩栩、馬朋翔等學者也認為是「竹籃」。
李嵩的《花籃圖》已知存世總共有三個版本，皆為「設色絹本」，有《夏花圖》（由北京故宮博物院藏）、《冬花圖》（由國立故宮博物院藏）、《春花圖》（由上海龍美術館藏）。在〈花籃圖〉中，可以看到李嵩非常注重花籃的編織，在花籃底座用杞柳鏤空形成了菱形，杞柳細條經過加工，刮去皮、晾曬，呈象牙白，也易做勒編。在三籃的底、身、提柄內側，還有材料籃架，從畫作細部、顏色觀察得出應為竹篾的材質。